# قائمة فلسفات تطوير البرمجيات
هذه قائمة بالنهج والأساليب والفلسفات في تطوير البرمجيات. كما يحتوي على نماذج البرمجة، منهجيات تطوير البرمجيات، عمليات تطوير البرمجيات، الممارسات الفردية، المبادئ والقوانين.

## فلسفات تطوير البرمجيات
أنماط البرمجة واسعة النطاق:
- التنمية المدفوعة بالسلوك
- التطوير القائم على التصميم [الإنجليزية]
- تصميم موجه بالمجال
- آمن حسب التصميم
- تطوير موجه بالاختبار
  - التطوير القائم على اختبار القبول [الإنجليزية]
  - التطوير المستمر القائم على الاختبار [الإنجليزية]
  - المواصفات بالقدوة [الإنجليزية]

النماذج المتعلقة بالمواصفات:
- تطوير متكرر ومتزايد
- نموذج الشلال
- أساليب رسمية

أنظمة شاملة:
- تطوير البرمجيات أجايل
  - تطوير البرمجيات الهزيل [الإنجليزية]
- منهجية خفيفة الوزن [الإنجليزية]
  - تطوير البرمجيات التكيفية [الإنجليزية]
  - برمجة قصوى
  - ميزة التنمية المدفوعة [الإنجليزية]
  - ايكونيكس [الإنجليزية]
- كانبان
- ترميز رعاة البقر [الإنجليزية] (نظام غير)

من البديهيات:
- قانون د.ب.أ
- اعتدال
- مبدأ المفتوح المغلق
- إفراج مبكر، الإفراج في كثير من الأحيان [الإنجليزية]
- حكم بأقل قوة [الإنجليزية]
- هناك أكثر من طريقة للقيام بذلك
- فلسفة يونكس
- الأسوأ أفضل [الإنجليزية]
- لن تحتاجه [الإنجليزية] (YAGNI)
- لا تكرر نفسك (DRY)
- تصميم كائني المنحى (SOLID)
- مصدر واحد للحقيقة [الإنجليزية] (SSOT)
- نسخة واحدة من الحقيقة [الإنجليزية] (SVOT)

آخر:
- الكاتدرائية والبازار - كتاب يقارن بين برامج المصدر المفتوح من أعلى إلى أسفل مقابل من أسفل إلى أعلى.

## نماذج البرمجة
- البرمجة الموجهة للعميل
- برمجة جانبية المنحى (AOP)
- هندسة البرمجيات بالمكونات
- برمجة وظيفية (FP)
- برمجة تركيبية
- برمجة كائنية التوجه (OOP)
- برمجة تفاعلية [الإنجليزية]

## منهجيات تطوير البرمجيات
- عملية موحدة نشيطة [الإنجليزية] (AUP)
- منهجية التصميم البنائي [الإنجليزية] (CDM)
- طريقة تطوير التظم الديناميكية (DSDM)
- برمجى قصوى (XP)
- تطوير متكرر ومتزايد
- كانبان
- تطوير البرمجيات الهزيل [الإنجليزية]
- فتح العملية الموحدة [الإنجليزية]
- برمجة زوجية
- تطوير تطبيقات سريع (RAD)
- العملية الموحدة لراشيونال (RUP)
- سكرم
- تحليل النظم الهيكلية وطرق التصميم (SSADM)
- العملية الموحدة (UP)

## افتح العملية الموحدة
- التنمية التي يقودها المسؤول النشط [الإنجليزية] (AADD)
- التنمية المدفوعة بالسلوك (BDD)
- تطوير مدفوع بالأخطاء [الإنجليزية] (BgDD)
- التطوير القائم على التكوين [الإنجليزية] (CDD)
- التطوير القائم على التصميم [الإنجليزية] (D3)
- تصميم موجه بالمجال (DDD)
- ميزة التنمية مدفوعة [الإنجليزية] (FDD)
- تطوير موجه بالاختبار (TDD)
- تصميم موجه للمستخدم (UCD)
- تصميم قائم على القيمة [الإنجليزية] (VDD)